# Isochromodes canisquama
Isochromodes canisquama là một loài bướm đêm trong họ Geometridae.